# Äußere Mühle (Großmehring)
Äußere Mühle ist ein Gemeindeteil der Gemeinde Großmehring im Landkreis Eichstätt im Regierungsbezirk Oberbayern des Freistaates Bayern.

## Lage
Die Einöde liegt in der Südlichen Frankenalb nordwestlich von Großmehring und nordöstlich von Mailing am Kreisverkehr der Kreisstraße EI 36 und der Bundesstraße 16a.

## Geschichte
In einer aufgelassenen Kiesgrube in der Nähe der Mühle wurde eine latènezeitliche Besiedelung festgestellt.
Die Getreidemühle wurde vom Köschinger Bach betrieben. Um 1866 bestand das Mühlenanwesen aus vier Gebäuden mit 14 Einwohnern. Der Mahlbetrieb wurde um die Mitte des 20. Jahrhunderts eingestellt. 1961 und 1987 hatte der Ortsteil fünf, 2012 vier Einwohner.